# Kyle Kuzma
Kyle Alexander Kuzma (ur. 24 lipca 1995 we Flint) – amerykański koszykarz, występujący na pozycji silnego skrzydłowego, aktualnie zawodnik Milwaukee Bucks. Wychowanek college’u University of Utah.

## Kariera w college’u oraz szkole średniej
Kuzma rozpoczął naukę w szkole średniej w Bentley High School w Michigan, gdzie jako junior zdobył średnio 17,9 punktów, 14,4 zbiórek, 3,8 asysty i 3,4 bloków na mecz. By zyskać zainteresowanie lepszych uczelni w przedostatnim roku szkoły średniej Kyle porozsyłał nagrania ze swoją grą. Talent dostrzegł w nim trener Rise Academy Vin Sparcio i namówił go na ostatni rok szkoły średniej w Filadelfii. Po ukończeniu szkoły średniej w 2014 zdecydował się grać dla uczelni Utah pod okiem Larry'ego Krystkowiaka. Punktowe statystyki w college’u miał dwucyfrowe zarówno jako junior, jak i jako student drugiego roku. W trzecim roku gry dla Utah notował statystyki na poziomie 16,4 punktów, 9,3 zbiórek oraz 2,4 asyst na mecz. Kyle został wybrany w 2017 do I składu konferencji Pac-12, co wpłynęło na jego decyzję o zrezygnowaniu z czwartego roku gry dla uczelni i przystąpienie do draftu NBA.

## NBA
22 czerwca 2017 roku Kyle Kuzma podczas draftu został wybrany z 27. pickiem przez Brooklyn Nets. Tego samego dnia, został wymieniony wraz z Brookiem Lopezem, wskutek czego trafił do Los Angeles Lakers w zamian za D’Angelo Russella i Timofieja Mozgowa.
9 stycznia 2019 ustanowił swój punktowy rekord kariery. W wygranym 113-100 meczu przeciwko Detroit Pistons zdobył 41 punktów, trafiając 16 z 24 rzutów z gry (w tym 5 z 10 prób za 3 punkty) oraz 4 z 6 rzutów osobistych. 
6 sierpnia 2021 trafił w wyniku wymiany do Washington Wizards.

## Osiągnięcia
Stan na 9 sierpnia 2021, na podstawie realgm.com (ang.), o ile nie zaznaczono inaczej.
NCAA
- Uczestnik rozgrywek:
  - Sweet Sixteen turnieju NCAA (2015)
  - II rundy turnieju NCAA (2015, 2016)
  - I rundy turnieju National Invitation Tournament (NIT – 2017)
- Zaliczony do I składu Pac 12 (2017)

NBA
- Mistrz NBA (2020)
- Mistrz letniej ligi NBA (2017)
- MVP:
  - Rising Stars Challenge (2019)[8]
  - finału ligi letniej w Las Vegas (2017)[9]
- Uczestnik:
  - Rising Stars Challenge (2018, 2019)[8]
  - konkursu Skills Challenge (2019)[10]
- Zaliczony do I składu debiutantów (2018)[11]
- Debiutant miesiąca Konferencji Zachodniej (listopad 2017)[12]
- W trzech meczach pomiędzy 18 i 22 grudnia 2017, Kuzma zdobywał 25 punktów lub więcej. Ostatnim debiutantem, który tego dokonał był - Jerry West w sezonie 1960/1961[13].

## Statystyki
Na podstawie Sports-Reference.com (ang.)

### NCAA
| Sezon   | Drużyna | M  | S5 | MPG  | FG%   | 3P%   | FT%   | RPG | APG | SPG | BPG | PPG  |
| ------- | ------- | -- | -- | ---- | ----- | ----- | ----- | --- | --- | --- | --- | ---- |
| 2014/15 | Utah    | 31 | 0  | 8.1  | 45.6% | 32.4% | 55.6% | 1.8 | 0.6 | 0.0 | 0.2 | 3.3  |
| 2015/16 | Utah    | 36 | 35 | 24.1 | 52.2% | 25.5% | 61.1% | 5.7 | 1.4 | 0.3 | 0.4 | 10.4 |
| 2016/17 | Utah    | 29 | 29 | 30.8 | 50.4% | 32.1% | 66.9% | 9.3 | 2.4 | 0.6 | 0.5 | 16.4 |
| Razem   |         | 96 | 64 | 21.0 | 50.6% | 30.2% | 63.1% | 5.6 | 1.5 | 0.3 | 0.4 | 10.1 |

### NBA
Na podstawie Basketball-Reference.com (ang.)

Stan na koniec sezonu 2023/24

#### Sezon regularny
| Sezon   | Drużyna     | M   | S5  | MPG  | FG%   | 3P%   | FT%   | RPG | APG | SPG | BPG | PPG  |
| ------- | ----------- | --- | --- | ---- | ----- | ----- | ----- | --- | --- | --- | --- | ---- |
| 2017/18 | L.A. Lakers | 77  | 37  | 31,2 | 45,0% | 36,6% | 70,7% | 6,3 | 1,8 | 0,6 | 0,4 | 16,1 |
| 2018/19 | L.A. Lakers | 70  | 68  | 33,1 | 45,6% | 30,3% | 75,2% | 5,5 | 2,5 | 0,6 | 0,4 | 18,7 |
| 2019/20 | L.A. Lakers | 61  | 9   | 25,0 | 43,6% | 31,6% | 73,5% | 4,5 | 1,3 | 0,5 | 0,4 | 12,8 |
| 2020/21 | L.A. Lakers | 68  | 32  | 28,7 | 44,3% | 36,1% | 69,1% | 6,1 | 1,9 | 0,5 | 0,6 | 12,9 |
| 2021/22 | Washington  | 66  | 66  | 33,4 | 45,2% | 34,1% | 71,2% | 8,5 | 3,5 | 0,6 | 0,9 | 17,1 |
| 2022/23 | Washington  | 64  | 64  | 35,0 | 44,8% | 33,3% | 73,0% | 7,2 | 3,7 | 0,6 | 0,5 | 21,2 |
| 2023/24 | Washington  | 70  | 70  | 32,6 | 46,3% | 33,6% | 77,5% | 6,6 | 4,2 | 0,5 | 0,7 | 22,2 |
| Razem   |             | 476 | 346 | 31,3 | 45,1% | 33,7% | 73,3% | 6,4 | 2,7 | 0,6 | 0,6 | 17,3 |

#### Play-offy
| Sezon | Drużyna     | M  | S5 | MPG  | FG%   | 3P%   | FT%   | RPG | APG | SPG | BPG | PPG  |
| ----- | ----------- | -- | -- | ---- | ----- | ----- | ----- | --- | --- | --- | --- | ---- |
| 2020  | L.A. Lakers | 21 | 0  | 23,0 | 43,0% | 31,3% | 78,4% | 3,1 | 0,8 | 0,3 | 0,3 | 10,0 |
| 2021  | L.A. Lakers | 6  | 0  | 21,5 | 29,2% | 17,4% | 66,7% | 3,8 | 1,2 | 0,3 | 0,2 | 6,3  |
| Razem |             | 27 | 0  | 22,7 | 40,1% | 28,3% | 76,1% | 3,3 | 0,9 | 0,3 | 0,3 | 9,1  |